# George Gregan
George Musarurwa Gregan (Lusaka, Zambia, 19 de abril de 1973) es un exjugador australiano de rugby que se desempeñaba como medio scrum.
George Gregan jugó con los Wallabies cuatro mundiales, en Gales 1999 formó una de las bisagras más recordadas de la historia junto a Stephen Larkham y se consagró campeón del mundo.
Tiene el récord de partidos jugados en su selección y a nivel mundial, por delante de Jason Leonard y Fabien Pelous.

## Biografía
Gregan nació en Zambia, de una madre zimbabuense y padre australiano. Su familia se trasladó a Australia cuando tenía un año de edad y se crio en Canberra, donde estudio en la Universidad de Canberra y se graduó con una Licenciatura en Educación Física. Se formó deportivamente y jugó como profesional en Brumbies hasta 2007, cuando se retiró.
Él y su esposa Erica tienen tres hijos, Max, Charlie y Jazz. Max fue diagnosticado con epilepsia en 2004 y George creó la Fundación George Gregan en 2005 después de pasar tiempo con Max en el hospital. La fundación recauda fondos para construir parques infantiles en los hospitales y para el financiamiento de los médicos que se especializan en la epilepsia.

### Selección nacional
Debutó en el Seleccionado Nacional a los 21 años en 1994, encontra de Italia. Ganó el Rugby Championship en 2000 y 2001. En 2004 fue elegido capitán hasta su retiro en 2007. En total jugó 139 partidos con su selección y marcó 99 puntos.

### Participaciones en Copas del Mundo
Gregan jugó Sudáfrica 1995 dónde los Wallabies fueron derrotados en Cuartos de final por el XV de la rosa.
Los Wallabies llegaron a Gales 1999 con jugadores como Stephen Larkham, Chris Latham, Matt Burke y George Gregan. Ganaron su grupo cómodamente ante Rumania, los XV del trébol y USA. En Cuartos de final superaron al anfitrión Gales 24-9, luego en semifinales enfrentaron al campeón vigente Sudáfrica, en un partido muy parejo que terminó en empate a 18 y debió jugarse el tiempo extra. El partido estaba empatado 21-21 cuando Gregan pasó el balón a Larkham y éste pateó un drop goal a 48 metros del In-goal, un penal de Burke definiría el partido 21-27. Finalmente los Wallabies vencieron 35-12 a Francia y se consagraron campeones del Mundo por segunda vez en su historia, siendo la primera selección en lograrlo. Los campeones del Mundo jugaban en casa en Australia 2003 y mostraban un gran nivel, del otro hemisferio venía el XV de la rosa que había logrado el Grand Slam en Europa y mostraba un gran nivel, por lo que no fue sorpresa que en la final, se enfrentaran australianos e ingleses. En una de las finales que más se recuerde, en Muerte súbita, Jonny Wilkinson convirtió el drop que derrotó a los Wallabies en su casa 17-20 y consagró campeón del Mundo a Inglaterra. Gregan jugó su último mundial en Francia 2007 y fue capitán, era el último mundial para las figuras de 1999 y los Wallabies arrasaron su grupo, pero en Cuartos fueron derrotados una vez más, por Inglaterra 12-10.
| Mundial                       | Sede      | Resultado        | PJ | Tries |
| ----------------------------- | --------- | ---------------- | -- | ----- |
| Copa Mundial de Rugby de 1995 | Sudáfrica | Cuartos de final | 4  | 0     |
| Copa Mundial de Rugby de 1999 | Gales     | Campeón          | 6  | 2     |
| Copa Mundial de Rugby de 2003 | Australia | Subcampeón       | 7  | 1     |
| Copa Mundial de Rugby de 2007 | Francia   | Cuartos de final | 5  | 0     |